# 녠가오
녠가오(중국어: 年糕)는 중국의 찹쌀떡이다. 주로 중국 설날인 춘절에 먹는다.
중국에서 유래하였으나 해외로 진출한 화교에 의해 동남아시아 각국이나 스리랑카에서도 비슷한 떡 요리를 찾아볼 수 있다.

## 역사
녠가오의 역사는 5세기경 남북조 시대로 거슬러 올라간다. 당대 저술된 농서 《제민요술》 (齐民要术)의 〈식차〉(食次) 편에는 '열'(䊦)이란 찹쌀떡을 만드는 법이 소개되어 있는데 이것이 오늘날의 녠가오로 이어진다는 설이다.
중국어로 '녠가오'는 좋은 해라는 뜻의 '녠가오' (年高)와 발음이 같기 때문에 그해 승진이나 번영을 바라는 의미가 깃들어 있다. 이 때문에 녠가오는 중국 설날인 춘절 시기에 인기 있는 선물이다. 녠가오에는 복 (福) 자처럼 문양을 박아 넣기도 한다.
녠가오는 춘절용 선물에 맞는 화려한 포장과 함께 여러 가지 모양으로 만들어 판매되고 있다. 해마다 여유롭게 보내라는 뜻을 담은 한 쌍의 잉어 그림인 '연연유유' (年年有餘), 옛날 돈 모양의 원보 (元寶)나 재물신 (財神) 그림이 그려져 있으며 새해를 축복한다.

## 지역별 유형

### 광둥 요리

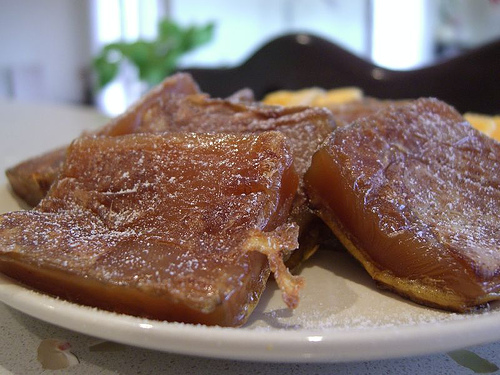
광둥성의 녠가오. 계란옷을 입혀 튀겨 만든다.

광둥 요리에서의 녠가오는 흑설탕으로 달짝지근한 맛을 내며 누런색을 띈다. 반죽을 팬에 부어 굳을 때까지 찐 다음 두툼하게 썰어 낸다. 쫄깃쫄깃하고 아주 끈적한 식감을 갖고 있으며 장미수나 팥소로 맛을 내기도 한다.
여기서 한발 더 나아가서 계란옷을 입혀 튀김으로 만드는 경우도 있으며 이 경우는 '졘녠가오' (중국어: 煎年糕, 한어 병음: jiān nián gāo, 월병: zin1 nin4 gou1)라고 부른다. 한번 튀기면 겉은 살짝 바삭바삭해지지만 속은 떡의 식감이 남아 있다. 춘절 시기에는 네모난 모양으로 잘라 마타이고우, 우타우고우와 함께 딤섬 요리로 먹는다. 지인에게 서로의 번영과 행운을 빌기 위해 녠가오를 보내는 것도 흔하다.

### 푸젠 요리
푸젠성 남부에서는 찹쌀과 토란으로 만들며 역시 춘절의 대표 음식으로 남아 있다. 보통은 먹기 전에 얇게 썰어서 쪄 먹는다. 달걀이나 옥수수 녹말가루, 고구마에 싸서 튀겨 먹는 경우도 있다.

### 화난·상하이 요리

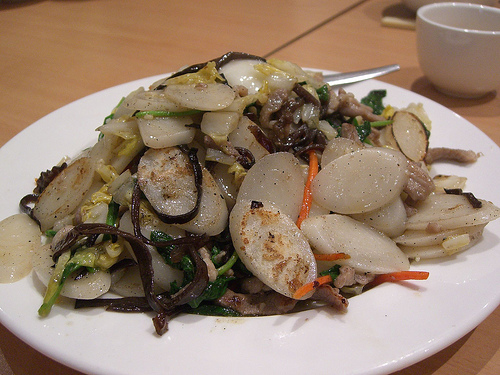
상하이의 짭짤한 녠가오 튀김

양쯔강 하류 일대를 따른 화난 지방에서는 하얗고 부드러운 모습이며 맛도 짭짤하다. 이 지역에서는 그냥 쌀과 찹쌀을 개인의 기호에 따라 섞어 만든다. 이때 찹쌀의 비중이 높을수록 부드러운 식감도 늘어난다. 그냥 쪄서 먹을 뿐만 아니라 튀기거나 국에 넣어 먹기도 한다.
저장성 닝보시의 녠가오가 가장 유명하며, 상하이의 녠가오도 멥쌀로 만들어 독특하다. 상하이에서는 두껍고 부드러운 막대 모양으로 포장되며 이걸 얇게 썰어 볶거나 국물에 넣어 먹는다. 요리에 따라서 그냥 부드러운 것과 쫄깃한 것이 공존한다. 볶아 먹는 요리는 '차오녠가오' (炒年糕, chǎo nián gāo)라고 부르는데. 고기와 양배추를 넣어 짭짤하게 만든 것, 백설탕으로 달게 만든 것, 슴슴하지만 쫄깃하게 만든 것의 세가지 부류로 요리한다.

## 같이 보기
- 떡
- 모찌
- 탕위안